# Giuramento di Castronovo
Il giuramento di Castronovo fu un evento storico-politico avvenuto nel Regno di Sicilia alla fine del XIV secolo.

## Storia
Il 10 luglio 1391, i quattro vicari del Regno di Sicilia, Andrea Chiaramonte, Antonio Ventimiglia, Guglielmo Peralta e Manfredi Alagona, si riunirono nella chiesa di San Pietro a Castronovo, nel Vallo di Mazara.
In questa riunione, i quattro magnati del Regno, confermata la fedeltà della Sicilia alla Regina Maria d'Aragona, giurarono compatti il disconoscimento, e quindi il rifiuto, di Martino I di Sicilia come sposo della Regina e come sovrano, come pure del suocero Martino d'Aragona.
Il giuramento era stato preceduto da uno analogo tenutosi nella Sala dei Baroni del castello di Mussomeli, nei primi mesi dello stesso anno, ed organizzato da Manfredi Chiaramonte, padre di Andrea. Si cercò di formare un'alleanza con il Re del Regno di Napoli Ladislao d'Angiò-Durazzo ed il duca di Milano Gian Galeazzo Visconti. In realtà molti fattori, tra cui la rivalità tra nobiltà latina e nobiltà catalana e quella tra i vicari stessi, giocarono contro l'effettiva unità della lega stabilita e molti dei baroni, vista anche la preponderanza militare degli Aragonesi, incominciarono quasi subito a trattare con essi facendo così fallire la resistenza alla conquista.
L'alleanza stipulata tra i quattro vicari fallì, poiché tre di essi, l'Alagona, il Peralta e il Ventimiglia, accolsero la Regina Maria e il consorte Martino, sbarcati a Trapani nel 1392 e successivamente incoronati nella cattedrale di Palermo.